# Deadache
Deadache je četvrti studijski album finskog heavy metal sastava Lordi. Album je 24. listopada 2008. godine objavila diskografska kuća Sony BMG.

## Popis pjesama
1. "SCG IV" – 00:42
2. "Girls Go Chopping" – 04:02
3. "Bite It Like a Bulldog" – 03:29
4. "Monsters Keep Me Company" – 05:28
5. "Man Skin Boots" – 03:42
6. "Dr. Sin Is In" – 03:47
7. "The Ghosts of the Heceta Head" – 03:38
8. "Evilyn" – 04:00
9. "The Rebirth of the Countess" – 01:59
10. "Raise Hell in Heaven" – 03:32
11. "Deadache" – 03:28
12. "The Devil Hides Behind Her Smile" – 04:12
13. "Missing Miss Charlene" – 05:10